# Montigny (Calvados)
Montigny è un comune francese di 99 abitanti situato nel dipartimento del Calvados nella regione della Normandia.

## Società

### Evoluzione demografica
Abitanti censiti